# Jan Fitschen

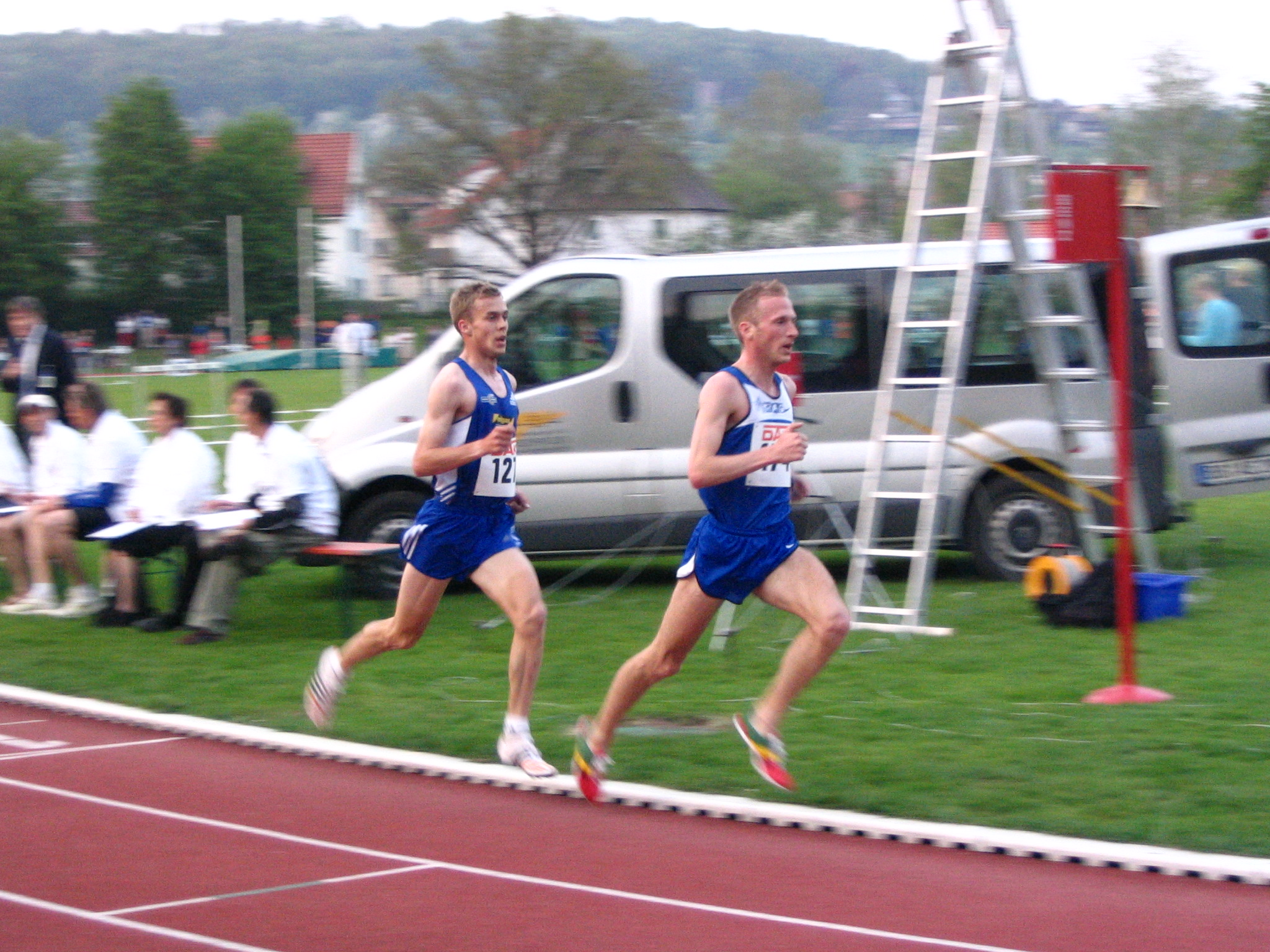
Jan Fitschen (à droite) sur 10 000 m lors des championnats d'Allemagne 2006

Jan Fitschen, né le 2 mai 1977 à Haugesund, est un athlète allemand coureur de fond et demi-fond. Il a été sacré plusieurs fois champion d'Allemagne sur 5 000 m et 10 000 m.
Il a remporté le titre sur 10 000 m aux championnats d'Europe de 2006, améliorant au passage son meilleur temps sur cette distance en 28 min 10 s 94. Il est ainsi devenu le troisième allemand sacré champion d'Europe sur 10 000 m après Jürgen Haase et Manfred Kuschmann.

## Palmarès

### Championnats du monde d'athlétisme
- Championnats du monde d'athlétisme de 2007 à Osaka ( Japon)
  - éliminé en demi-finale sur 5 000 m

### Championnats d'Europe d'athlétisme
- Championnats d'Europe d'athlétisme de 2006 à Göteborg ( Suède)
  -  Médaille d'or sur 10 000 m

### Championnats d'Allemagne
- Médaille d'or sur 5 000 m en 2001, 2002, 2005 et 2006
- Médaille d'or sur 10 000 m en 2005 et 2006